# Delta di Dirac

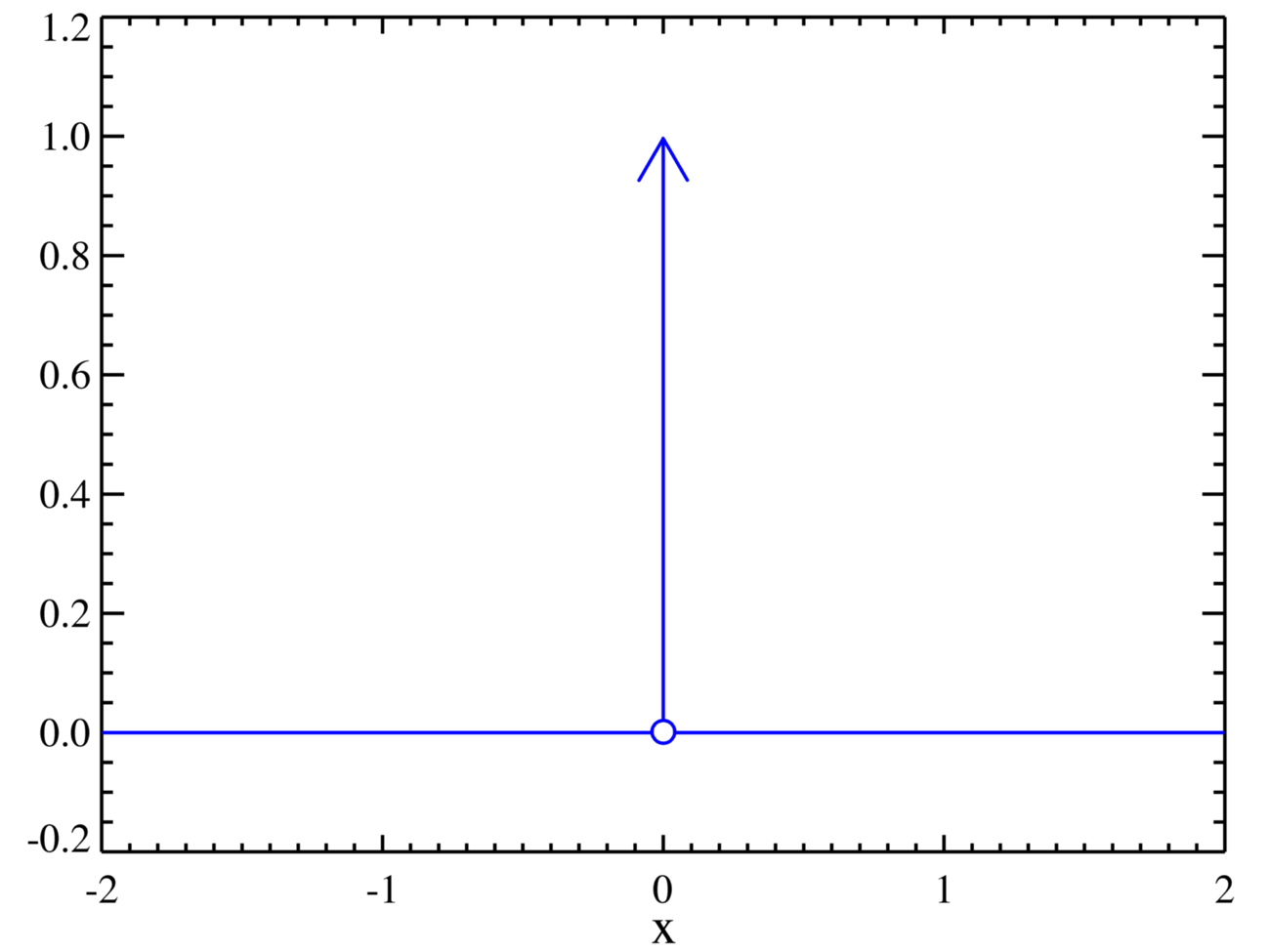
Grafico della delta di Dirac

In matematica, la funzione delta di Dirac, anche detta impulso di Dirac, distribuzione di Dirac o funzione δ, è una distribuzione la cui introduzione formale ha spianato la strada per lo studio della teoria delle distribuzioni.
Introdotta da Paul Dirac, anche se già presente nei lavori di Oliver Heaviside, è una funzione generalizzata che dipende da un parametro reale in modo tale che sia nulla per tutti i valori del parametro ad eccezione dello zero, ed il suo integrale sul parametro tra {\displaystyle -\infty } e {\displaystyle +\infty } sia uguale a {\displaystyle 1}.
Viene utilizzata per rappresentare approssimativamente fenomeni come i picchi alti e stretti di alcune funzioni o le loro discontinuità: è lo stesso tipo di astrazione che si fa per la carica puntiforme, la massa puntiforme, l'elettrone puntiforme. L'analogo discreto è il delta di Kronecker.

## Descrizione

### La definizione di Dirac
Prima ancora della definizione formale di Dirac, i matematici del passato avevano la necessità di definire una funzione di tipo impulsivo, che rappresentasse cioè un fenomeno fisico di durata infinitesima. Inizialmente la delta fu definita come una funzione nulla per {\displaystyle t\neq 0}, con integrale pari a 1 integrando sull'intero asse delle ascisse, e anche come il limite di opportune successioni.
Formalmente la delta di Dirac viene definita dalla seguente notazione:
{\displaystyle \int _{-\infty }^{+\infty }\delta (x-x_{0})\phi (x)\,\mathop {} \!\mathrm {d} x=\phi (x_{0})}
valida per ogni funzione continua in un intorno di {\displaystyle x_{0}}. Questa definizione fu introdotta per la prima volta da Dirac alla fine degli anni venti nelle sue ricerche sulla meccanica quantistica. Si noti che, pur utilizzando il simbolo dell'integrale, l'operazione non è di integrazione, ma di applicazione di un funzionale ({\displaystyle \delta } appunto) ad una funzione test {\displaystyle \phi }. La delta di Dirac è dunque la funzione generalizzata (definita con la simbologia di cui sopra) che trasforma la funzione test {\displaystyle \phi (t)} nel numero {\displaystyle \phi (x_{0})}.
Nonostante sia facilmente dimostrabile che non può esistere alcuna funzione con le proprietà della delta di Dirac, questa definizione si rivelò operativamente molto utile e fu presto adottata in molti ambiti della fisica e delle scienze applicate. Anche per Dirac era chiaro che la delta non era una funzione nel senso usuale; la sua idea era che il valore della delta nel punto 0 fosse un infinito di grado "abbastanza elevato" da permettere la proprietà definitoria. Una formalizzazione matematicamente corretta della delta fu possibile solo molti anni dopo nell'ambito della teoria delle distribuzioni.
In generale la delta di Dirac può essere definita sia come distribuzione, sia come misura.

### La delta come distribuzione
La delta di Dirac può essere definita come una distribuzione, vale a dire un funzionale lineare continuo su un opportuno spazio di funzioni dette funzioni di test o "di prova". Si consideri come spazio delle funzioni di prova lo spazio di Schwartz, ovvero lo spazio delle funzioni a decrescenza rapida {\displaystyle S(\mathbb {R} ^{n})} all'infinito e infinitamente derivabili, le cui derivate parziali sono ancora a decrescenza rapida.
Lo spazio delle distribuzioni temperate è definito come lo spazio duale dello spazio di Schwartz. La distribuzione delta di Dirac associata alla funzione di prova {\displaystyle \operatorname {\phi } \in S(\mathbb {R} ^{n})} è definita come:
{\displaystyle \delta _{a}[\phi ]=\phi (a)}
ossia la delta di una funzione in un punto {\displaystyle a} è un funzionale che associa alla funzione il suo valore nel punto.

### La delta come misura
Uno dei modi per definire la delta di Dirac è quello di considerarla una misura che, per ogni sottinsieme {\displaystyle A} dei numeri reali, restituisce {\displaystyle \delta (A)=1} se {\displaystyle 0\in A} e {\displaystyle \delta (A)=0} altrimenti. L'integrale di Lebesgue permette di definire l'integrazione rispetto alla misura {\displaystyle \delta }:
{\displaystyle \int _{-\infty }^{+\infty }f(x)\,\delta \{\mathop {} \!\mathrm {d} x\}=f(0)}
per ogni funzione {\displaystyle f} continua a supporto compatto. Questa misura è singolare, e non è quindi assolutamente continua rispetto alla misura di Lebesgue. Di conseguenza, la delta di Dirac non ha derivata di Radon-Nikodym, ovvero non esiste nessuna funzione {\displaystyle \delta } tale che:
{\displaystyle \int _{-\infty }^{+\infty }f(x)\delta (x)\,\mathop {} \!\mathrm {d} x=f(0).}
L'uso di quest'ultima notazione per la delta è un abuso di notazione, poiché la delta non è una distribuzione regolare (non esiste cioè una funzione che risulti la sua rappresentazione tramite l'integrale di {\displaystyle f}).
Tuttavia la notazione integrale è largamente utilizzata, e nonostante {\displaystyle \delta (x-x_{0})} non sia una funzione si usa scrivere:
{\displaystyle \langle \delta _{x_{0}}|f\rangle =\int _{-\infty }^{+\infty }\delta (x-x_{0})f(x)\,\mathop {} \!\mathrm {d} x=f(x_{0}).}
Come misura di probabilità sui reali, la delta di Dirac è caratterizzata dalla sua funzione di ripartizione che non è altro che la funzione di Heaviside:
{\displaystyle H(x)={\begin{cases}1&{\text{se }}x\geq 0\\0&{\text{se }}x<0.\end{cases}}}
Ciò significa che {\displaystyle H(x)} è l'integrale della funzione indicatrice di {\displaystyle \mathbf {1} _{(-\infty ,x]}} rispetto alla misura {\displaystyle \delta }. Ovvero:
{\displaystyle H(x)=\int _{\mathbb {R} }\mathbf {1} _{(-\infty ,x]}(t)\,\delta \{\mathop {} \!\mathrm {d} t\}=\delta (-\infty ,x].}

### Generalizzazioni
La funzione delta può essere definita in uno spazio euclideo {\displaystyle \mathbb {R} ^{n}} di dimensione {\displaystyle n} come una misura tale che:
{\displaystyle \int _{\mathbb {R} ^{n}}f(\mathbf {x} )\,\delta \{\mathop {} \!\mathrm {d} \mathbf {x} \}=f(\mathbf {0} )}
per ogni funzione continua {\displaystyle f} a supporto compatto. Nel caso {\displaystyle n}-dimensionale la delta è il prodotto delle singole delta in una dimensione, ossia se {\displaystyle \mathbf {x} =(x_{1},x_{2},\dots ,x_{n})}, si ha:
{\displaystyle \delta (\mathbf {x} )=\delta (x_{1})\delta (x_{2})\dots \delta (x_{n}).}
Tale scrittura vale anche nella definizione della delta come distribuzione, ma tale prodotto può essere definito solamente sotto determinate e restrittive ipotesi.
Il concetto di misura deltiforme ha invece senso su ogni insieme. Sia {\displaystyle X} un insieme, sia {\displaystyle x_{0}\in X} e {\displaystyle \Sigma } una sigma algebra dei sottoinsiemi di {\displaystyle X}, allora la misura definita sugli insiemi {\displaystyle A\in \Sigma } dalla relazione:
{\displaystyle \delta _{x_{0}}(A)={\begin{cases}1&{\text{se }}x_{0}\in A\\0&{\text{se }}x_{0}\notin A\end{cases}}}
è la misura di Dirac in {\displaystyle x_{0}}.
Un'altra generalizzazione molto diffusa riguarda infine le varietà differenziabili, in cui molte delle proprietà della delta come distribuzione possono essere sfruttate grazie alla struttura differenziabile. La funzione delta su una varietà {\displaystyle M} nel punto {\displaystyle x_{0}\in M} è definita come la distribuzione:
{\displaystyle \delta _{x_{0}}[\phi ]=\phi (x_{0})}
per ogni funzione {\displaystyle \operatorname {\phi } } reale, liscia e a supporto compatto su {\displaystyle M}. Un caso particolare molto utilizzato è il caso in cui {\displaystyle M} sia un insieme aperto di {\displaystyle \mathbb {R} ^{n}}.

### Significato fisico
La funzione delta può essere pensata come la densità di un punto. Consideriamo, ad esempio, un corpo con massa {\displaystyle M} finita, esteso in una certa regione {\displaystyle V} dello spazio tridimensionale. Possiamo associare ad ogni punto {\displaystyle x} dello spazio una quantità {\displaystyle \rho (x)} che rappresenti la densità del corpo. La funzione {\displaystyle \rho } sarà nulla al di fuori della regione {\displaystyle V} e, all'interno, assumerà valori tali che l'integrale:
{\displaystyle \int _{V}\rho (x)\,\operatorname {d} x}
converga a {\displaystyle M}. Essendo {\displaystyle \rho (x)=0} al di fuori di {\displaystyle V} l'integrale può essere esteso a tutto lo spazio e si può quindi scrivere:
{\displaystyle \int \rho (x)\,\operatorname {d} x=M.}
Ora, se immaginiamo di restringere la regione {\displaystyle V} senza variare la massa del corpo, la densità di questo dovrà conseguentemente aumentare e tenderà all'infinito al tendere di {\displaystyle V} al singolo punto: vogliamo, quindi, trovare un'espressione come densità limite per la densità del corpo puntiforme.
Per semplicità consideriamo un corpo con massa costante e una regione {\displaystyle V} sferica con raggio {\displaystyle R}; il volume di {\displaystyle V} sarà:
{\displaystyle {\frac {4}{3}}\pi R^{3},}
e la corrispondente densità:
{\displaystyle \rho _{R}(x)={\frac {M}{V}}={\frac {3M}{4\pi R^{3}}},}
e in questo modo:
{\displaystyle \int \rho _{R}(x)\,\mathop {} \!\mathrm {d} x=M,\quad \forall R.}
Se si considera il limite:
{\displaystyle \rho (x)=\lim _{R\to 0}\rho _{R}(x)}
avverrà che {\displaystyle \rho (x)=\infty } per {\displaystyle x=0}, {\displaystyle \rho (x)=0} per {\displaystyle x\not =0}, da cui:
{\displaystyle \int \rho (x)\,\operatorname {d} x=0,}
e questo vuol dire che {\displaystyle \rho (x)} non è assimilabile alla densità di un punto di massa {\displaystyle M}.
Consideriamo allora un diverso tipo di limite per le densità {\displaystyle \rho _{R}}: il cosiddetto limite debole. Con pochi calcoli si nota che per ogni funzione continua {\displaystyle h}:
{\displaystyle \lim _{R\to 0}\int \rho _{R}(x)h(x)\,\operatorname {d} x=Mh(0).}
Questa formula mostra che {\displaystyle h} è il funzionale che associa alla funzione {\displaystyle \rho _{R}} il valore {\displaystyle Mh(0)}.
Questo limite, che indichiamo simbolicamente {\displaystyle M\delta (x)}, è la massa cercata; infatti, posto {\displaystyle h(x)=1}, si ha:
{\displaystyle \int M\delta (x)\,\operatorname {d} x=\lim _{R\to 0}\int \rho _{R}(x)\,\operatorname {d} x=M,}
dove il primo integrale è un'espressione simbolica con cui si sottintende il passaggio al limite.

### Applicazioni
La delta di Dirac può essere utilizzata per esprimere in maniera impulsiva una qualsiasi grandezza fisica estensiva (ad es. tramite moltiplicazione della grandezza per tale funzione). In telecomunicazioni ad esempio è utilizzata per esprimere un segnale di tipo impulsivo ossia della durata infinitesima di ampiezza {\displaystyle A} e per la formalizzazione del cosiddetto teorema del campionamento.

## Proprietà e operazioni della delta di Dirac
Nel seguito si espongono le proprietà principali della delta.

### Prodotto per uno scalare
Per definizione di distribuzione si ha:
{\displaystyle \int _{-\infty }^{+\infty }a\delta (t)\phi (t)\,\mathop {} \!\mathrm {d} t=a\int _{-\infty }^{+\infty }\delta (t)\phi (t)\,\mathop {} \!\mathrm {d} t.}

### Traslazione
Dalla definizione di distribuzione si ha che la delta di Dirac "tempo-ritardata" agisce come:
{\displaystyle \int _{-\infty }^{+\infty }f(t)\delta (t-T)\,\mathop {} \!\mathrm {d} t=f(T).}
Ossia la convoluzione di una funzione {\displaystyle f(t)} con la delta tempo-ritardata significa valutare la funzione al tempo {\displaystyle T}, e da questo segue che:
{\displaystyle (f*\delta (t-T))=\int _{-\infty }^{+\infty }f(\tau )\cdot \delta (t-T-\tau )\,\mathop {} \!\mathrm {d} \tau =\int _{-\infty }^{+\infty }f(\tau )\cdot \delta (\tau -(t-T))\,\mathop {} \!\mathrm {d} \tau =f(t-T).}
Questo vale se {\displaystyle f(t)} è una distribuzione temperata, e come caso particolare si ha:
{\displaystyle \int _{-\infty }^{+\infty }\delta (\xi -x)\delta (x-\eta )\,\mathop {} \!\mathrm {d} x=\delta (\xi -\eta ).}

### Riscalamento (e riflessione)
Dalla definizione di delta si ha:
{\displaystyle \delta (at)={1 \over |a|}\delta (t),}
infatti:
{\displaystyle \int _{-\infty }^{+\infty }\delta (at)\operatorname {\phi } (t)\,\mathop {} \!\mathrm {d} t={1 \over |a|}\int _{-\infty }^{+\infty }\delta (t)\phi \left({t \over a}\right)\mathop {} \!\mathrm {d} t={1 \over |a|}\phi (0)=\int _{-\infty }^{+\infty }{1 \over |a|}\delta (t)\phi (t)\,\mathop {} \!\mathrm {d} t.}
Il primo passaggio è lecito se si considerano separatamente {\displaystyle a>0} e {\displaystyle a<0}, e trovando che il risultato è definito a meno del segno {\displaystyle -}.
Segue come caso particolare che, vista come una funzione, la delta è pari:
{\displaystyle \delta (t)=\delta (-t).}

### Composizione con una funzione
Se {\displaystyle f} è una funzione derivabile con derivata non nulla negli zeri {\displaystyle x_{i}} della funzione, allora:
{\displaystyle \delta (f(x))=\sum _{i}{\frac {\delta (x-x_{i})}{|f'(x_{i})|}}.}

### Prodotto per una funzione
Data una funzione {\displaystyle \alpha (t)} di classe {\displaystyle C^{\infty }}, si ha:
{\displaystyle \alpha (t)\delta (t-t_{0})=\alpha (t_{0})\delta (t-t_{0}).}
Infatti:
{\displaystyle \int _{-\infty }^{+\infty }(\alpha (t)\delta (t-t_{0}))\phi (t)\,\mathop {} \!\mathrm {d} t=\int _{-\infty }^{+\infty }\delta (t-t_{0})(\alpha (t)\phi (t))\,\mathop {} \!\mathrm {d} t=}
{\displaystyle \alpha (t_{0})\phi (t_{0})=\int _{-\infty }^{+\infty }(\alpha (t_{0})\delta (t-t_{0}))\phi (t)\,\mathop {} \!\mathrm {d} t.}

### Derivata della funzione gradino
La funzione delta è la derivata della funzione gradino {\displaystyle \operatorname {u} (t)} (a volte indicata, con abuso di notazione, {\displaystyle \operatorname {1} (t)}). Tale funzione viene anche chiamata funzione di Heaviside e in questo caso viene indicata con il simbolo {\displaystyle \operatorname {H} (x)}. Il valore della funzione gradino è 0 per {\displaystyle x<0} e 1 per {\displaystyle x>0}.
La dimostrazione si ottiene eseguendo una integrazione per parti ed applicando le proprietà degli integrali e della funzione a gradino:
{\displaystyle \int _{-\infty }^{+\infty }\operatorname {u} '(t)\phi (t)\,\mathop {} \!\mathrm {d} t=-\int _{-\infty }^{+\infty }\operatorname {u} (t)\phi '(t)\,\mathop {} \!\mathrm {d} t=-\int _{0}^{+\infty }\phi '(t)\,\mathop {} \!\mathrm {d} t=-[\phi (t)]_{0}^{+\infty }=\phi (0)=\int _{-\infty }^{+\infty }\delta (t)\phi (t)\,\mathop {} \!\mathrm {d} t.}

La funzione gradino di
Heaviside, usando la convenzione della metà del massimo

Tale definizione è il punto di partenza per calcolare la derivata distribuzionale di una funzione, ossia la sua derivata nel senso delle distribuzioni. Tale calcolo si effettua addizionando alla derivata ordinaria della funzione gli impulsi concentrati nei punti di discontinuità della funzione, con area pari al salto della funzione nei punti stessi. Tale approccio è fondamentale nello studio dei segnali.
Si può ottenere la dimostrazione inversa, ossia dimostrare che {\displaystyle \operatorname {u} (t)} è primitiva di {\displaystyle \delta (t)}, osservando che:
{\displaystyle \int _{a}^{b}\delta (t)\,\mathop {} \!\mathrm {d} t=\left\{{\begin{matrix}1,\,{\text{se }}a<0<b\\0,\,{\text{se }}0\notin [a,b]\end{matrix}}\right.}
Dalle proprietà dell'integrale di Riemann si ha che:
{\displaystyle \int _{a}^{b}f'(t)\mathop {} \!\mathrm {d} t=[f(t)]_{a}^{b}=f(b)-f(a).}
L'unica funzione che soddisfa tale vincolo è il gradino.

### Derivata distribuzionale della delta
La derivata distribuzionale della delta è la distribuzione {\displaystyle \delta '} definita a partire da una funzione di test {\displaystyle \operatorname {\phi } } liscia e a supporto compatto:
{\displaystyle \delta '[\phi ]=-\delta [\phi ']=-\phi '(0)}
In modo equivalente:
{\displaystyle \int _{-\infty }^{+\infty }\delta '(x)\phi (x)\,\mathop {} \!\mathrm {d} x=-\int _{-\infty }^{+\infty }\delta (x)\phi '(x)\,\mathop {} \!\mathrm {d} x.}
Infatti, integrando per parti:
{\displaystyle \int _{-\infty }^{+\infty }{\frac {\mathop {} \!\mathrm {d} }{\operatorname {d} t}}\delta (t)\phi (t)\,\operatorname {d} t=\left[\delta (t)\phi (t)\right]_{-\infty }^{+\infty }-\int _{-\infty }^{+\infty }\delta (t)\;{\frac {\operatorname {d} }{\operatorname {d} t}}\phi (t)\,\operatorname {d} t}
e il termine valutato si annulla grazie alla definizione della delta.
La derivata {\displaystyle k}-esima è la distribuzione definita in modo analogo:
{\displaystyle \delta ^{(k)}[\phi ]=(-1)^{k}\phi ^{(k)}(0).}
La derivata prima della delta è il limite del rapporto incrementale:
{\displaystyle \delta '(x)=\lim _{h\to 0}{\frac {\delta (x+h)-\delta (x)}{h}},}
e più precisamente si ha:
{\displaystyle \delta '=\lim _{h\to 0}{\frac {1}{h}}(\tau _{h}\delta -\delta ),}
dove {\displaystyle \tau _{h}} è l'operatore di traslazione, definito su una funzione da {\displaystyle \tau _{h}\phi (x)=\phi (x+h)} e su una distribuzione da:
{\displaystyle (\tau _{h}S)[\phi ]=S[\tau _{-h}\phi ].}
Dalla derivata della delta si può recuperare la delta stessa tramite la formula:
{\displaystyle x\delta '(x)=-\delta (x).}
Inoltre, la convoluzione di {\displaystyle \delta '} una funzione {\displaystyle f} liscia e a supporto compatto è:
{\displaystyle \delta '*f=\delta *f'=f',}
esplicitamente:
{\displaystyle (\delta '*f)(a)=\int _{-\infty }^{+\infty }\delta '(a-x)f(x)\,\mathop {} \!\mathrm {d} x=f'(a),}
che segue direttamente dalle proprietà della derivata di una convoluzione nel senso delle distribuzioni.

## La delta come limite di una successione
La funzione delta può essere considerata come il limite di alcune particolari successioni
{\displaystyle \delta (x)=\lim _{\varepsilon \to 0^{+}}\eta _{\varepsilon }(x).}
In modo equivalente è definita utilizzando la convergenza nel senso delle distribuzioni:
{\displaystyle \lim _{\varepsilon \to 0^{+}}\int _{-\infty }^{+\infty }\eta _{\varepsilon }(x)f(x)\,\mathop {} \!\mathrm {d} x=f(0),}
per tutte le funzioni continue {\displaystyle f} a supporto compatto. La successione {\displaystyle \eta _{\varepsilon }(x)} si dice allora successione di approssimanti della delta. È da tener presente che si tratta di convergenza debole nel senso della teoria delle distribuzioni, cioè valida in senso ordinario solo per la successione degli integrali. Di fatto molte delle successioni di approssimanti non sono convergenti in senso ordinario.
È possibile dare un criterio generale per le approssimanti della delta. Una successione di funzioni {\displaystyle {\delta _{n}}} localmente integrabili reali converge debolmente alla delta, se:
- per ogni {\displaystyle \epsilon >0}, le successioni:

{\displaystyle \int _{-\infty }^{-a}\delta _{n}(x)\,\mathop {} \!\mathrm {d} x,\qquad \int _{a}^{+\infty }\delta _{n}(x)\,\mathop {} \!\mathrm {d} x}
convergono uniformemente a 0 per ogni {\displaystyle a\in [\epsilon ,{+\infty }]}
- {\displaystyle \lim _{n\to \infty }\,\int _{-\infty }^{+\infty }\delta _{n}(x)\,\mathop {} \!\mathrm {d} x=1}

- {\displaystyle \left|\int _{-\infty }^{a}\delta _{n}(x)\,\mathop {} \!\mathrm {d} x\right|<K}

per ogni {\displaystyle n\in \mathbb {N} }, dove {\displaystyle K} è un numero reale positivo indipendente da {\displaystyle n}.

### Successioni che rappresentano la delta di Dirac
Di seguito alcune tra le più note successioni che rappresentano la delta di Dirac:
- Limite di una distribuzione normale (per {\displaystyle n\rightarrow \infty }):

{\displaystyle \delta _{n}(x)={\sqrt {\frac {n}{\pi }}}e^{-nx^{2}}.}
- Limite di una distribuzione di Cauchy (per {\displaystyle n\to 0^{+}}):

{\displaystyle \delta _{n}(x)={\frac {1}{\pi }}{\frac {n}{n^{2}+x^{2}}}={\frac {1}{2\pi }}\int _{-\infty }^{+\infty }e^{ikx-|nk|}\,\mathop {} \!\mathrm {d} k.}
- {\displaystyle \varphi } di Cauchy:

{\displaystyle \delta _{n}(x)={\frac {e^{-|x/n|}}{2n}}={\frac {1}{2\pi }}\int _{-\infty }^{+\infty }{\frac {e^{ikx}}{1+n^{2}k^{2}}}\,\mathop {} \!\mathrm {d} k.}
- Limite di una funzione rettangolo:

{\displaystyle \delta _{n}(x)={\frac {\operatorname {rect} (x/n)}{n}}={\frac {1}{2\pi }}\int _{-\infty }^{+\infty }\operatorname {sinc} \left({\frac {nk}{2\pi }}\right)e^{ikx}\,\mathop {} \!\mathrm {d} k.}
- Funzione rettangolare {\displaystyle \varphi } (per {\displaystyle n\to 0^{+}}):[4]

{\displaystyle \delta _{n}(x)={\frac {1}{\pi x}}\sin \left({\frac {x}{n}}\right)={\frac {1}{2\pi }}\int _{-1/n}^{1/n}\cos(kx)\,\mathop {} \!\mathrm {d} k.}
- Derivata della sigmoide (o Statistica di Fermi-Dirac):

{\displaystyle \delta _{n}(x)=\partial _{x}{\frac {1}{1+e^{-x/n}}}=-\partial _{x}{\frac {1}{1+e^{x/n}}}.}
- Limite della funzione di Airy:

{\displaystyle \delta _{n}(x)={\frac {1}{n}}A_{i}\left({\frac {x}{n}}\right).}
- Limite della funzione di Bessel:

{\displaystyle \delta _{n}(x)={\frac {1}{n}}J_{1/n}\left({\frac {x+1}{n}}\right).}

## La delta e la trasformata di Fourier

### Rappresentazione di Fourier della delta
Ogni funzione appartenente ad {\displaystyle L^{1}(\mathbb {R} )} può essere scritta come:
{\displaystyle f(x)={\frac {1}{2\pi }}\int _{-\infty }^{+\infty }e^{ikx}\left(\int _{-\infty }^{+\infty }e^{-iky}f(y)\,\mathop {} \!\mathrm {d} y\right)\mathop {} \!\mathrm {d} k.}
Non è possibile scambiare l'ordine di integrazione, tuttavia è possibile scrivere:
{\displaystyle f(x)=\lim _{N\to \infty }{\frac {1}{2\pi }}\int _{-N}^{+N}e^{ikx}\ \left(\int _{-\infty }^{+\infty }e^{-iky}f(y)\,\mathop {} \!\mathrm {d} y\right)\mathop {} \!\mathrm {d} k.}
Il primo termine dell'integrale equivale alla successione:
{\displaystyle \delta _{N}(t)={\frac {1}{\pi }}{\frac {\sin Nt}{t}}={\frac {1}{2\pi }}\int _{-N}^{+N}e^{ikt}\,\mathop {} \!\mathrm {d} k.}
Si nota che tale successione gode delle proprietà:
{\displaystyle \lim _{t\to {\pm \infty }}\delta _{N}(t)=0,\qquad \int _{-\infty }^{+\infty }\delta _{N}(t)\,\mathop {} \!\mathrm {d} t=1}
che sono le proprietà richieste alla delta di Dirac.
Inserendo tale rappresentazione nella precedente scrittura, e sapendo che il teorema di Fubini Tonelli permette di scambiare l'ordine di integrazione, si ottiene infatti:
{\displaystyle f(x)=\lim _{N\to \infty }\int _{-\infty }^{+\infty }\delta _{N}(x-y)f(y)\,\mathop {} \!\mathrm {d} y.}
Ossia la delta di Dirac è definita come il limite della successione:
{\displaystyle \delta (t)=\lim _{N\to \infty }{\frac {1}{\pi }}{\frac {\sin Nt}{t}}=\lim _{N\to \infty }{\frac {1}{2\pi }}\int _{-N}^{+N}e^{ikt}\,\mathop {} \!\mathrm {d} k}
e dunque la rappresentazione di Fourier della delta è:
{\displaystyle \delta (t)={\frac {1}{2\pi }}\int _{-\infty }^{+\infty }e^{ikt}\,\mathop {} \!\mathrm {d} k.}

### La trasformata della delta
La rappresentazione di Fourier rende evidente che la delta è l'antitrasformata della funzione costante {\displaystyle f(x)=1}:
{\displaystyle \int _{-\infty }^{+\infty }1\cdot e^{i2\pi xk}\,\mathop {} \!\mathrm {d} k=\delta (x)}
e dunque:
{\displaystyle {\hat {\delta }}(k)=\int _{-\infty }^{+\infty }e^{-i2\pi xk}\delta (x)\,\mathop {} \!\mathrm {d} x=1.}
La dimostrazione si può ottenere anche a partire dalla definizione di trasformata di Fourier delle distribuzioni:
{\displaystyle ({\mathcal {F}}[\delta ],\phi )=\int _{-\infty }^{+\infty }{\mathcal {F}}[\delta ](\omega )\phi (\omega )\,\mathop {} \!\mathrm {d} \omega =\int _{-\infty }^{+\infty }\delta (\omega ){\mathcal {F}}[\phi ](\omega )\,\mathop {} \!\mathrm {d} \omega ={\mathcal {F}}[\phi ](0)=}
{\displaystyle =\left[\int _{-\infty }^{+\infty }\phi (t)e^{-i\omega t}\,\mathop {} \!\mathrm {d} t\right]_{\omega =0}=\int _{-\infty }^{+\infty }\phi (t)\,\mathop {} \!\mathrm {d} t=(1,\phi ).}
La trasformata {\displaystyle {\hat {\delta }}} della delta è definita come l'unica distribuzione temperata tale che:
{\displaystyle \langle {\hat {\delta }},\phi \rangle =\langle \delta ,{\hat {\phi }}\rangle }
per ogni funzione di Schwartz {\displaystyle \phi }.
Segue inoltre che la delta fornisce la condizione di ortogonalizzazione delle autofunzioni degli operatori di derivazione e integrazione, che costituiscono il nucleo della trasformata integrale di Fourier su {\displaystyle \mathbb {R} }:
{\displaystyle \int _{-\infty }^{+\infty }e^{i2\pi \xi _{1}t}\left[e^{i2\pi \xi _{2}t}\right]^{*}\,\mathop {} \!\mathrm {d} t=\int _{-\infty }^{+\infty }e^{-i2\pi (\xi _{2}-\xi _{1})t}\,\mathop {} \!\mathrm {d} t=\delta (\xi _{1}-\xi _{2}).}
Tramite prolungamento analitico è anche possibile definire la trasformata di Laplace della delta nel seguente modo:
{\displaystyle \int _{0}^{+\infty }\delta (t-a)e^{-st}\,\mathop {} \!\mathrm {d} t=e^{-sa}.}